# 方之南
方之南（1911年4月—1990年11月），原名方泰兴，号湟水钓徒，曾用名指南，男，青海西宁人，中国画家，曾任中国美术家协会理事。